# 제2대 밀퍼드헤이븐 후작 조지 마운트배튼
조지 루이 빅터 헨리 서지 마운트배튼(George Louis Victor Henry Serge Mountbatten, 2nd Marquess of Milford Haven, 1892년 12월 6일 ~ 1938년 4월 8일) 영국 및 영연방 왕국의 귀족. 제 2대 밀포드 헤이븐 후작. 아버지는 초대 밀퍼드 헤이븐 후작인 루이 알렉산더 마운트배튼(바텐베르크 공자 루이)이며 어머니는 루트비히 4세 폰 헤센 대공과 영국의 빅토리아 여왕의 차녀였던 영국의 알리체의 장녀인 빅토리아 대공녀이다.
큰누나는 그리스의 안드레아스 왕자의 왕자비 앨리스, 작은누나는 스웨덴의 구스타프 6세 아돌프의 왕비 루이즈, 남동생은 루이, 조카는 엘리자베스 2세의 부군 에든버러 공작 필립이다.
1892년 런던에서 탄생. 증조모 빅토리아 여왕으로부터 올더니 자작을 수여받았다. 1916년 러시아 황제 니콜라이 1세의 4왕자 미하일 니콜라에비치 대공의 차남 미하일 미하일로비치 대공과 토르비 백작부인의 차녀 나데이다 미하일로브나 데 토르비와 런던에서 결혼하여 슬하에 딸 타티아나, 제3대 후작이 되는 아들 데이비드를 두었다. 골수암으로 1938년 사망하였다.
제1차 세계 대전 중인 1917년 영국 왕실이 독일에 적대적인 국민 감정을 고려하여 독일 제국의 칭호를 포기했을 때, 부모님와 함께 독일 칭호를 버리고 영국식 성인 마운트배튼이 되었다. 또한 아버지가 밀퍼드헤이븐 후작위를 수여받고, 그는 그 후계자인 메디나 백작을 받았고, 아버지 사후 밀퍼드헤이븐 후작위를 이어받았다.
| 전임 루이 마운트배튼 | 영국의 밀퍼드헤이븐 후작 1921년 - 1938년 | 후임 데이비드 마운트배튼 |